# Dialetto ibizenco

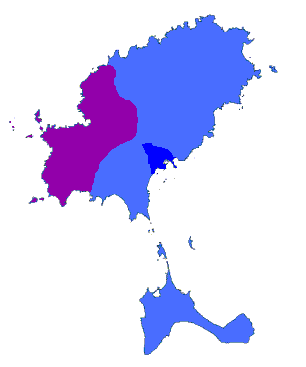

Il sottodialetto ibizenco (eivissenc) è la varietà linguistica geografica della lingua catalana parlata nelle Isole Pitiuse (Ibiza e Formentera). Esistono tre varietà:
- quella propria della città di Ibiza,
- quella che si parla nella parte occidentale dell'isola, e
- quella parlata nella parte orientale e nell'isola di Formentera.
Questa divisione tripartita si basa su due diversi criteri: uno attinente alla pronuncia e l'altro al lessico. Per quanto concerne la pronuncia, esiste una differenza tra l'ibizenco occidentale e il resto delle due isole. Nell'ibizenco occidentale non si utilizza la vocale neutra in posizione tonica, caratteristica propria delle parlate baleariche, si usa invece la e aperta come nei siti in cui si parla il catalano. A livello lessicale esiste una differenziazione tra la città di Ibiza e il resto dell'isola di Formentera. La capitale possiede alcune parole autoctone e altre pronunciate in modo diverso. Dalla combinazione di questi criteri si ha la suddivisione linguistica delle due isole in tre varietà. Tali differenze sono comunque minime e l'ibizenco resta ad ogni modo molto uniforme. A Formentera si dice anche formenterer o formenterenc (formenterense).
Il termine ibizenco è anche l'etnico usato per denominare gli abitanti nativi di Ibiza (Eivissa).